# Štidlákovití
Štidlákovití (Rhinocryptidae) je čeleď pěvců.

## Systematika
Štidlákovití zahrnují následujících 12 rodů, jejichž českým rodovým jménem je štidlák:
- rod Acropternis Cabanis & Heine, 1859
- rod Eleoscytalopus Mauricio, Mata, Bornschein, Cadena, Alvarenga & Bonatto, 2008
- rod Eugralla Lesson, 1842
- rod Liosceles Sclater, 1865
- rod Merulaxis Lesson, 1831
- rod Myornis Chapman, 1915
- rod Psilorhamphus Sclater, 1855
- rod Pteroptochos Kittlitz, 1830
- rod Rhinocrypta Gray, 1840
- rod Scelorchilus Oberholser, 1923
- rod Scytalopus Gould, 1837
- rod Teledromas Wetmore & Peters, 1922

Za popisnou autoritu čeledi štidlákovitých (Rhinocryptidae) je pokládán americký ornitolog Alexander Wetmore (1930). Z hlediska zoologické systematiky se tito ptáci řadí do řádu pěvci (Passeriformes) a podřádu křikaví (Tyranni). Studie z roku 2010 od štidlákovitých vyčlenila rod Melanopareia, pro nějž vytyčila samostatnou čeleď Melanopareiidae. Studie z roku 2005 navrhla coby sesterský taxon vůči štidlákovitým čeleď Formicariidae v užším smyslu, tj. rody Chamaeza a Formicarius. Jiné práce však tuto hypotézu nepodpořily a např. studie z roku 2009 se přiklání spíše k příbuznosti s čeledí Grallariidae, jež zahrnuje několik rodů původně řazených právě k Formicariidae.
Relativně obtížná je i systematika v rámci samotné čeledi Rhinocryptidae, komplikovaná zvláště přítomností kryptických druhů napříč konkrétními rody. Rod Scytalopus v tomto ohledu patří mezi nejkomplikovanější ptačí rody vůbec a na základě morfologických charakteristik je odlišení jednotlivých druhů prakticky nemožné. Výrazná neadaptivní diverzifikace představuje důsledek omezené pohyblivosti těchto ptáků, spojené s výskytem v andském regionu, jenž nabízí četné bariéry pro alopatrické speciace.

## Popis
Štidlákovití dosahují velikosti 10–23 cm. Jedná se o poměrně rozmanitou ptačí čeleď, jež však vykazuje několik nezvyklých společných rysů. Jedním z nich jsou specializované záklopky na nozdrách, které těmto ptákům ulehčují shánění potravy ve vysokých vrstvách rostlinných zbytků. Na kostře vyniká redukovaný kýl hrudní kosti, jenž spolu s krátkými, zaoblenými křídly zapříčiňuje, že jsou štidlákovití téměř nelétaví; silné končetiny naopak usnadňují pohyb na zemi. Kosti jsou pozoruhodně měkké a u rodu Scytalopus dokonce zcela neosifikuje ani mozkovna. Opeření typicky nehýří výraznými barvami a neobjevuje se ani výrazný pohlavní dimorfismus. Samice mohou být nicméně o něco menší a matněji zbarvené ve srovnání se svými samčími protějšky.

## Chování a ekologie

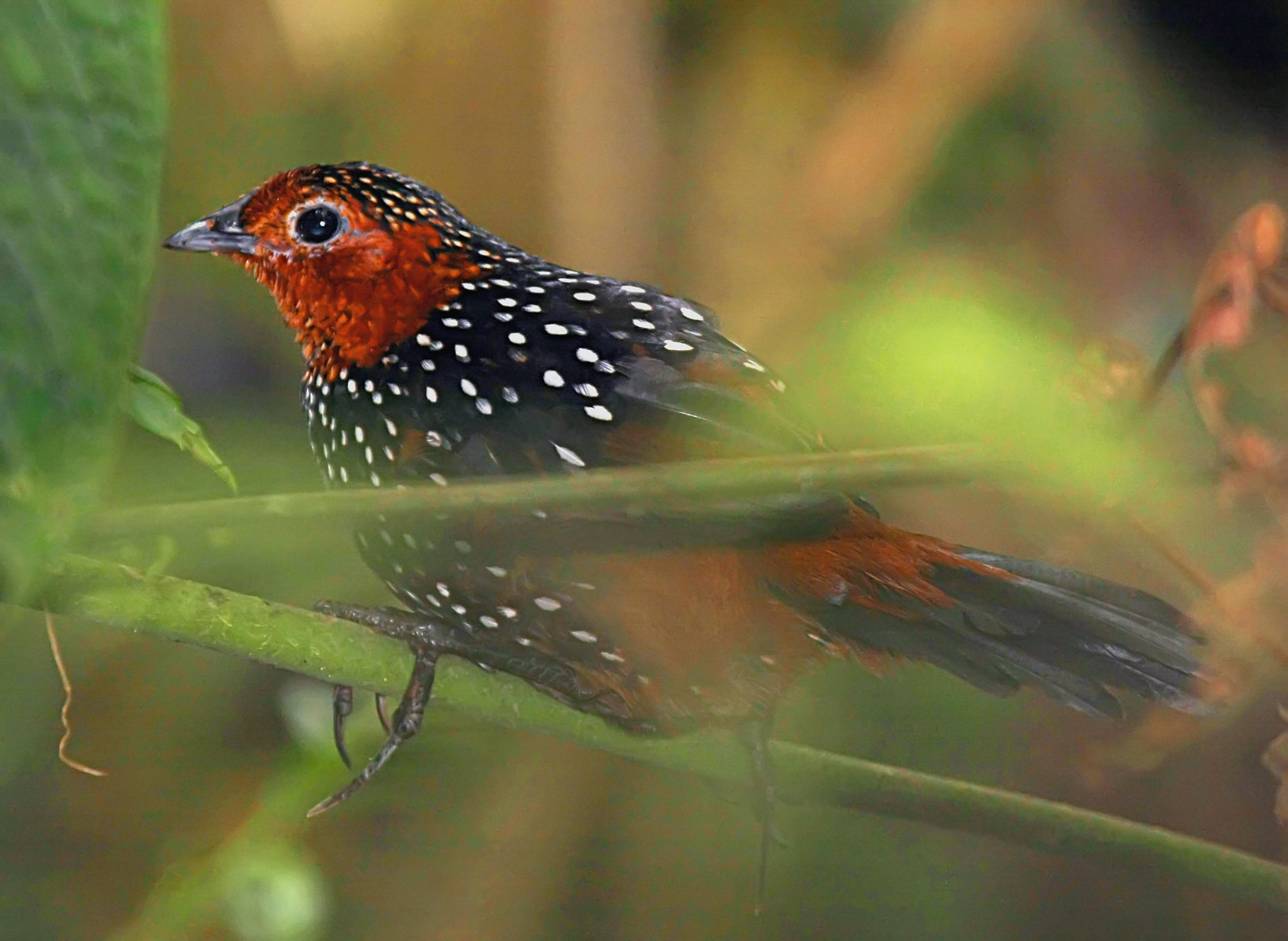
Štidlák perličkový (Acropternis orthonyx)

Štidlákovití se vyskytují napříč jihoamerickým kontinentem, nicméně většina druhů žije výhradně v horských, případně mírných oblastech, zatímco do regionu Amazonie pronikl pouze jediný rod (Liosceles). Preferovaný biotop představuje podrost vlhkých horských lesů, ačkoli některé druhy žijí i v otevřenějších oblastech, v Andách i nad úrovní lesa. Většina štidlákovitých přivykla pozemnímu způsobu života a jde o slabé letce, ale schopné běžce. Vzhledem k plachosti a skrytému způsobu života se o jejich chování ví pouze málo. Živí se hmyzem, spíše sezónně i plody. Jejich charakteristický rys představuje vztyčování ocasu nad záda. Alespoň někteří štidlákovití vytvářejí monogamní partnerské svazky a u některých druhů se mohou samci podílet i na inkubaci snůšky. O hnízdění však u většinu štidláků není známo dostatečné množství informací. Hnízdo tito ptáci typicky dovedně ukrývají, například v dutinách stromů, březích či v husté spleti vegetace. Mláďata se líhnou altriciální.